# Artemis Fowl II
Artemis Fowl II (of kortweg Artemis Fowl) is de fictieve hoofdpersoon uit de gelijknamige boekenreeks van Eoin Colfer. Er zijn 8 boeken verschenen over het personage. Het achtste en laatste boek is in 2012 verschenen.

## Inspiratie
Volgens Colfer is Artemis Fowl gebaseerd op zijn jongere broer Donal, die als kind “een ondeugend meesterbrein” was die zichzelf uit alle problemen kon redden. Volgens Eoin was zijn broer een soort jonge James Bondschurk.
Colfer wilde Artemis aanvankelijk Archimedes noemen, maar veranderde de naam om verwarring met de historische Archimedes te voorkomen. De naam Fowl is afgeleid van de Ierse naam Fowler en als woordspeling op Foul, Engels voor ondeugend of vervelend.

## Karakter
Artemis is een jonge meester-crimineel. In het eerste boek van de serie is hij 12 jaar, maar evengoed hoogbegaafd. Hij is de zoon van Artemis Fowl I en Angeline Fowl, en broer van de tweeling Beckett en Myles Fowl. Zijn familie heeft al vele generaties meestercriminelen voortgebracht, en via zowel legale als illegale praktijken een fortuin opgebouwd.
Artemis wordt in de boeken omschreven als een jongen met een bleke huid, diepblauwe ogen, wat vroegtijdige rimpels nabij zijn wenkbrauwen, en zwart haar. Hij lijkt qua uiterlijk sterk op zijn vader. 
Bij aanvang van de serie is Artemis enkel een meedogenloze boef, maar hij krijgt door de serie heen steeds meer respect voor zijn medemens. Daarnaast wordt Artemis ook zachter van aard, omdat hij herhaaldelijk gered wordt door de elf Holly Short.

## Vaardigheden
Artemis is een wonderkind. Hij heeft het hoogste IQ ooit gemeten in Europa. Hij staat bekend als strateeg en planner. Zo kan hij door middel van kansrekening vrij nauwkeurig inschatten hoe groot de kans is dat een bepaald plan zal slagen. Volgens zijn docenten gaat Artemis’ intelligentie alles wat ze hem kunnen bieden op het gebied van literatuur, geschiedenis, wetenschap en wiskunde te boven.
Artemis is tweehandig. Hij heeft blijkbaar ook absoluut gehoor.
Sinds boek 7 heeft hij last van het Atlantiscomplex, een ziekte gekenmerkt door dwangneurose en meervoudige persoonlijkheidsstoornis

## Nevenpersonages
Artemis heeft een persoonlijke butler annex lijfwacht genaamd Domovoi Butler, die bekwaam is in vrijwel alle vechtsporten en wapens. Butlers zus Julliet helpt Artemis ook regelmatig.